# Emma Lennartsson
Emma Lennartsson (Norrköping, 23 aprile 1991) è una calciatrice svedese, difensore o centrocampista del Linköping.

## Carriera
Lennartsson comincia a giocare a calcio nelle giovanili del Norsholm IF. Successivamente passa ad altre squadre locali, tra cui l'IFK Norrköping.
Nel 2013 lascia la città natale e si trasferisce al Linköping, militante in Damallsvenskan.

## Palmarès

### Club
- Campionato svedese: 2

Linköping: 2016, 2017
- Coppa di Svezia: 2

Linköping: 2013-2014, 2014-2015